# Nejmeddin Daghfous
Nejmeddin Daghfous (Kassel, 1986. október 1. –) tunéziai származású német labdarúgó, a VfR Aalen középpályása.

## Pályafutása
Profi pályafutását 2005-ben kezdte a KSV Baunatalban. 2006-ban szerződött az 1. FC Mainz 05-höz, ahol eleinte csak a tartalékcsapatban kapott lehetőséget. A felnőttek közt 2009-es távozásáig 16 meccsen lépett pályára. 2009 és 2011 közt az SC Paderborn 07 játékosa volt. Ezután egy évig az SC Preußen Münstert erősítette. Ezután visszatért a Mainzba. Azonban mindössze 1 mérkőzésen lépett pályára. 2014 óta a VfR Aalen tagja.